# Piratininga
Piratininga é um município brasileiro do estado de São Paulo. Sua população estimada em 2024 era de 15 554 habitantes. O município é formado somente pelo distrito sede, que inclui o povoado de Brasília Paulista.

## Toponímia
A palavra piratininga significa na língua tupi a expressão "peixe a secar", através da junção dos termos pirá ("peixe") e tininga ("a secar"). No entanto, esse fato não tem relação com o nome do município.
O nome Piratininga foi proposto a esse município por Adolpho Augusto Pinto, engenheiro da CIA Paulista de Estradas de Ferro e autor do original traçado da cidade, que muito se assemelhava ao do primeiro centro da capital paulista. Foi em decorrência dessa semelhança de traçado que surgiu o nome da cidade, que, na verdade, foi como uma homenagem a São Paulo dos Campos de Piratininga.

## História

### Formação territorial-administrativa
Histórico da formação do município:
- Distrito criado no município de Bauru pela Lei nº 1.122, de 30/12/1907.
- Distrito transferido para o município de Agudos pela Lei nº 1.225, de 16/12/1910.
- Município criado pela Lei nº 1.395, de 17/12/1913.

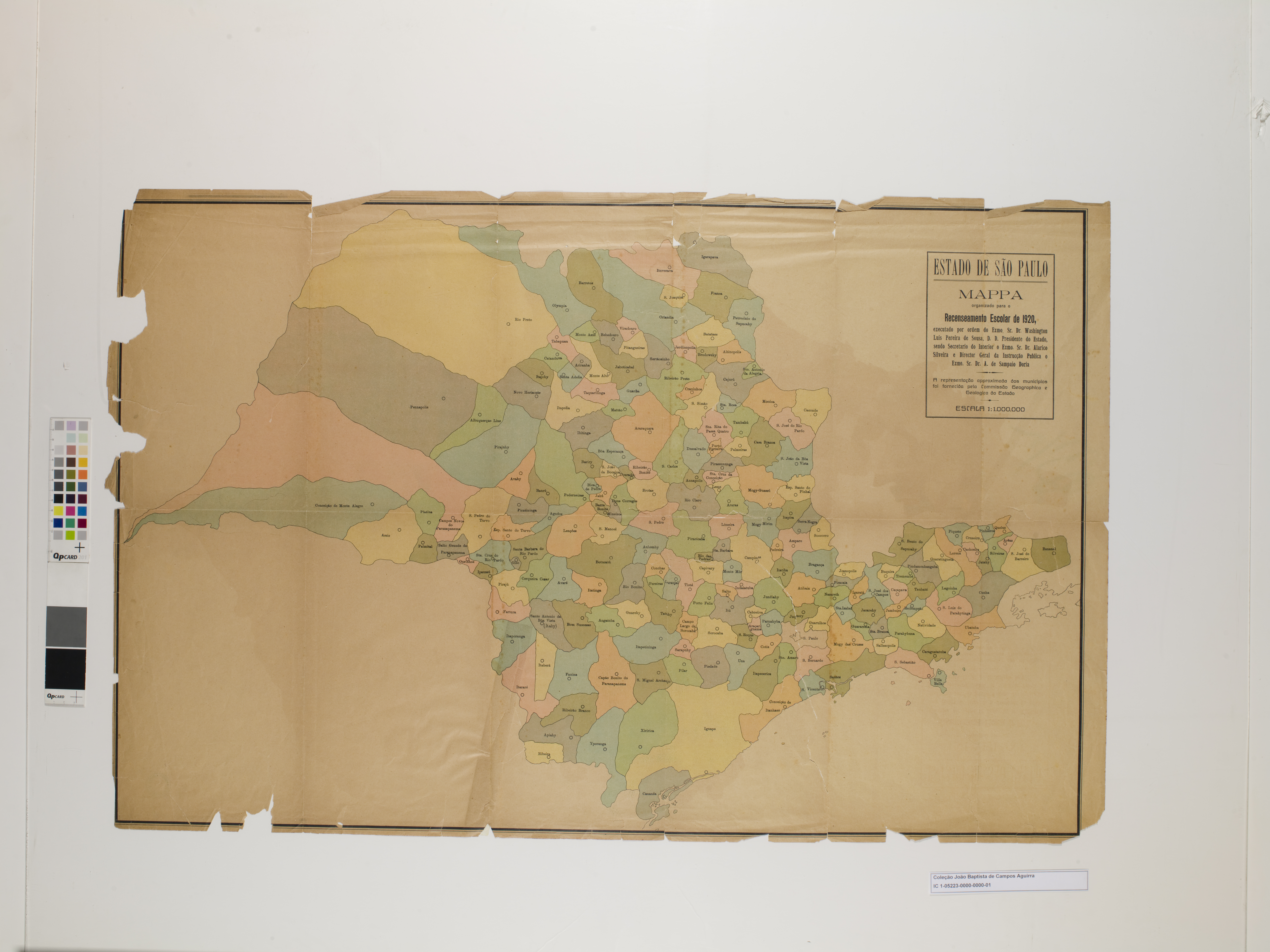
Estado de São Paulo (1920).

## Geografia
Localiza-se a uma latitude 22º24'46" sul e a uma longitude 49º08'05" oeste, estando a uma altitude de 516 metros. Possui uma área de 398,28 km².

### Hidrografia
Rios que cortam ou banham o município de Piratininga:
| - Rio Batalha - Rio Água da Faca - Córrego do Veado |  | - Córrego Santa Maria - Rio Ibituruna |

### Rodovias
- SP-225

## Demografia

### População
| Crescimento populacional                             | Crescimento populacional | Crescimento populacional | Crescimento populacional |
| Ano                                                  | População Total          |                          | %±                       |
| ---------------------------------------------------- | ------------------------ | ------------------------ | ------------------------ |
| 1920                                                 | 15 317                   |                          | —                        |
| 1925                                                 | 25 514                   |                          | 66,6%                    |
| 1934                                                 | 21 470                   |                          | −15,9%                   |
| 1937                                                 | 22 953                   |                          | 6,9%                     |
| 1940                                                 | 19 555                   |                          | −14,8%                   |
| 1946                                                 | 16 657                   |                          | −14,8%                   |
| 1950                                                 | 11 390                   |                          | −31,6%                   |
| 1958                                                 | 10 531                   |                          | −7,5%                    |
| 1960                                                 | 11 406                   |                          | 8,3%                     |
| 1970                                                 | 10 232                   |                          | −10,3%                   |
| 1980                                                 | 10 056                   |                          | −1,7%                    |
| 1991                                                 | 9 656                    |                          | −4,0%                    |
| 2000                                                 | 10 584                   |                          | 9,6%                     |
| 2010                                                 | 12 072                   |                          | 14,1%                    |
| 2022                                                 | 15 108                   |                          | 25,1%                    |
| Est. 2024                                            | 15 554                   | [ 9 ]                    | 3,0%                     |
| Fontes: Censos Demográficos IBGE e Estimativas SEADE |                          |                          |                          |

### Dados demográficos
Dados do Censo de 2010
População total: 12 072
- Urbana: 10 347
- Rural: 1 725
- Homens: 5 983
- Mulheres: 6 089

Densidade demográfica (hab./km²): 26,65
Mortalidade infantil até 1 ano (por mil): 14,11
Expectativa de vida (anos): 72,18
Taxa de fecundidade (filhos por mulher): 2,11
Taxa de alfabetização: 90,35%
Índice de Desenvolvimento Humano (IDH-M): 0,797
- IDH-M Renda: 0,748
- IDH-M Longevidade: 0,786
- IDH-M Educação: 0,858

(Fonte: IPEADATA)

## Política e administração
- Prefeito: Major Jorge Luis Dias - (Podemos) 2021 a 2024
- Vice-prefeito: Delegado Luis Carlos Amado
- Presidente da câmara: Osni Azzi - (Podemos) 2023 a 2024

## Infraestrutura

### Características urbanas
Piratininga é a única cidade do estado de São Paulo com menos de 20 000 habitantes que apresenta em sua planta imobiliária 11 residenciais fechados, e diversos outros abertos de ótimo padrão.
Piratininga é conhecida desde os anos 90 como “A Cidade dos Residenciais” por algumas características:
- Proximidade com Bauru (apenas 12 quilômetros), o que consequentemente tem atraído moradores de cidades próximas e até de outras regiões do estado.
- Infraestrutura urbana classificada como ótima, pois 100% das ruas são asfaltadas e o esgoto é 100% tratado.
- O traçado das ruas é considerado avançado, pois todas as suas principais ruas apresentam largura acima da média, propiciando conforto e segurança no trânsito.
- Existe um plano diretor que atrai investimentos de médio e alto padrão e preservam com dignidade os investimentos populares.

### Comunicações
O sistema de telefones automáticos foi inaugurado na cidade em 1981 pela Telecomunicações de São Paulo (TELESP), que também implantou o sistema de discagem direta à distância (DDD) em 1981 com o código de área (0142). Anteriormente a cidade era atendida pela Companhia Telefônica Brasileira (CTB).
Na década de 90 o código DDD da cidade foi alterado para (014), para padronização do sistema telefônico com a telefonia celular que estava sendo implantada em todo o estado.

## Religião
O Cristianismo se faz presente na cidade da seguinte forma:

### Igreja Católica
- A igreja faz parte da Diocese de Bauru.[19][20]

### Igrejas Evangélicas
Entre as igrejas protestantes históricas, pentecostais e neopentecostais, encontram-se na cidade:
- Assembleia de Deus Ministério do Belém.[23][24]
- Congregação Cristã no Brasil.[25]